# Денис Лебедев — Виктор Рамирес
Денис Лебедев против Виктора Рамиреса — боксёрский чемпионский поединок, на кону которого стоят титулы чемпиона мира по версиям WBA Super и IBF в первом тяжёлом весе (до 90,7 кг). Бой состоялся 21 мая 2016 года в Москве на арене Мегаспорт.

## Предыстория
В январе 2016 года глава промоутерской компании «Мир бокса» Андрей Рябинский сообщил о том, что чемпион мира по версии WBA в первом тяжелом весе 36-летний россиянин Денис Лебедев проведёт объединительный поединок с чемпионом мира по версии IBF 31-летним аргентинцем Виктором Рамиресом. И что данный бой должен состоятся в апреле в России.
В феврале 2016 года всемирная боксёрская ассоциация предложила Денису Лебедеву провести обязательную защиту своего чемпионского титула против 29-летнего кубинца Юниера Дортикоса (20(19)-0-0).
После переговоров, 4 марта 2016 года стало известно, что WBA санкционировала объединительный бой Лебедев—Рамирес.
После этого глава промоутерской компании «Мир бокса» Андрей Рябинский сообщил о том, что бои Уайлдер—Поветкин и Лебедев—Рамирес должны будут пройти в одном вечере.
11 марта 2016 года было объявлено, что бои бои Уайлдер—Поветкин и Лебедев—Рамирес пройдут 21 мая 2016 года в Москве.
13 мая 2016 года стало известно, что в допинг-пробе российского тяжеловеса Александра Поветкина было обнаружено 0,07 микрограмма запрещённого препарата — мельдония, после чего бой Уайлдер—Поветкин был перенесён и состоится в другую дату, а 21 мая 2016 года главным поединком вечера станет бой Лебедев—Рамирес.

## Ход главного поединка
|                  |                                                                     |                                                                     |
| Соперник         | Денис Лебедев — Виктор Эмилио Рамирес                               | Денис Лебедев — Виктор Эмилио Рамирес                               |
| Место проведения | Мегаспорт, Москва, Россия                                           | Мегаспорт, Москва, Россия                                           |
| Результат        | Победа Дениса Лебедева.                                             | Победа Дениса Лебедева.                                             |
| Статус           | Чемпионский бой за титулы чемпиона мира по версиям WBA Super и IBF. | Чемпионский бой за титулы чемпиона мира по версиям WBA Super и IBF. |
| Рефери           | Стив Смогер                                                         | Стив Смогер                                                         |
| Счёт судей       |                                                                     |                                                                     |
| Трансляция       | «Матч ТВ»                                                           | «Матч ТВ»                                                           |
| Промоутер        | Мир бокса                                                           | Мир бокса                                                           |
|                  | Лебедев                                                             | Рамирес                                                             |
| Вес              |                                                                     |                                                                     |
| Результаты боёв  | до боя: 28(21КО) — 2 (1КО) после боя: 29(22КО) — 2 (1КО)            | до боя: 22(17КО) — 2 (0КО) — 1 после боя: 22(17КО) — 3 (1КО) — 1    |
| Гонорар          | 13 млн рублей                                                       | 472 тыс.$                                                           |

## Трансляция
В России бой транслировали телеканалы Матч ТВ! и Матч!Боец.